# (28248) Barthélémy
(28248) Barthélémy est un astéroïde de la ceinture principale.

## Description
(28248) Barthélémy est un astéroïde de la ceinture principale. Il fut découvert par le programme OCA-DLR Asteroid Survey (ODAS) le 19 janvier 1999 à Caussols. Il présente une orbite caractérisée par un demi-grand axe de 2,59 UA, une excentricité de 0,209 et une inclinaison de 2,49° par rapport à l'écliptique.

## Dénomination
Il a été nommé d'après Pierre Barthélémy.
« Pierre Barthélémy (b. 1967) is a French scientific journalist working mainly for "Le Monde", where he is responsible for the science blog, as well as covering chess. He lives in Cognac in the west of France »
— Centre des planètes mineures, (28248) Barthélémy

« Pierre  Barthélémy (né en 1967) est un journaliste scientifique français qui travaille principalement pour le quotidien Le Monde, où il est responsable du blog sciences, et couvre également une colonne sur les échecs. Il vit à Cognac dans l'ouest de la France. »
— (28248) Barthélémy